# Liliana Fernández
Liliana Fernández Steiner (Benidorm, Alacant, 4 de gener de 1987) és una jugadora de Voleibol de platja d'Espanya. Liliana forma parella amb Elsa Baquerizo i va ser, juntament amb Elsa, la primera jugadora espanyola d'aquest esport a classificar-se per a uns jocs olímpics: els Jocs Olímpics de Londres 2012. La parella espanyola es va classificar per als vuitens de final però no van poder superar les italianes Greta Cicolari i Marta Menegatti.
| Any  | Posat | Competició                    |
| ---- | ----- | ----------------------------- |
| 2009 | 1ª    | Campionat d'Espanya           |
| 2010 | 1ª    | Campionat d'Espanya           |
| 2011 | 1ª    | Campionat d'Espanya           |
| 2012 | 1ª    | Campionat d'Espanya           |
| 2012 | 3ª    | Campionat Europa              |
| 2012 | 9ª    | JJOO Londres                  |
| 2012 | 2ª    | Open World Tour Aland         |
| 2013 | 2ª    | Campionat d'Europa            |
| 2013 | 2ª    | Open World Tour Fuzhou        |
| 2013 | 3ª    | World Tour Gran eslam, Moscou |
| 2013 | 1ª    | Campionat d'Espanya           |

## Història
Van començar la seva carrera en el voley platja en el 2006 en el "CETD de Voley Platja d'Arona", on es concentraven les joves promeses d'aquest esport fins als 22 anys. Però en el 2009 van començar aquesta aventura soles, al costat del seu entrenador i amb el suport de Sponsors que van confiar en la seva evolució.
L'any 2009 va ser el seu debut en el circuit mundial, anomenat World Tour. Van començar l'any en el lloc 190 i van acabar en el rànquing 33 del Món...
L'any 2010 van arribar al lloc 20 del Rànquing Mundial, superant totes les prèvies del circuit a excepció d'una.
En l'últim torneig de la temporada, tant en el 2010 com en el 2011, van obtenir un 5è lloc a Phuket, Tailàndia. A més de l'il·lusionant títol de Campiones d'Espanya per segon any consecutiu.
Ja en el 2011, van acabar la temporada 11 del Rànquing de World Tour i 10 del Rànquing Olímpic. Novament van ser campiones d'Espanya. I per primera vegada es van ficar en unes semifinals de World Tour a Quebec, Canadà.
En el 2012 es van pujar per primera vegada al podium continental, quedant terceres en la Final del Campionat d'Europa disputat a l'Haia (Holanda). Aquest mateix any van aconseguir la classificació definitiva per a les olimpíades de Londres 2012 i van obtenir un 9º lloc.
Aquest any 2013 han aconseguit quatre medalles a nivell internacional, una de les quals ha estat el Subcampionat d'Europa en Klagenfurt, Àustria. També van aconseguir la medalla de Plata en l'Open de World Tour de Fuzhou, Xina; Bronze en l'Europeu d'Antalya, Turquia; i Bronze en el Gran eslam de Moscou, Rússia.